# 东京油楠
东京油楠（学名：Sindora tonkinensis）是豆科油楠属的植物。分布在中南半岛以及中国大陆的广州等地，生长于海拔50米至1,400米的地区，目前尚未由人工引种栽培。